# Гра в смерть, або Сторонній
«Гра в смерть, або Сторонній» — радянський художній фільм 1991 року, знятий на кіностудії «Молдова-фільм».

## Сюжет
Бойовик. Капітан міліції, слідчий з особливо важливих справ МВС республіки Влад Войку наодинці веде боротьбу з місцевою мафією. Влад вірить в силу закону. Але з часом переконується, що корупція проникла і у вищі ешелони влади. І тоді Влад здійснює відчайдушний вчинок…

## У ролях
- Борис Плотников — Влад Войку
- Клара Лучко — Іоанна Корбу
- Борис Бекет — Віссаріон
- Володимир Борисов — Нає
- Світлана Тома — Ельвіра
- Іон Шкуря — Никич
- Сергій Халін — епізод
- Коріна Друк — епізод
- Неллі Козару — епізод
- Раду Константин — «Афганець»
- С. Кузнецов — епізод
- Юлія Решетова — епізод
- Борис Ротару — епізод
- Валентин Тодеркан — епізод
- Санду Фетеску — епізод
- Віктор Чутак — епізод
- Едуард Куцуліма — епізод
- Пауліна Потинге — епізод

## Знімальна група
- Режисер — Микола Гібу
- Сценаристи — Зінаїда Чиркова, Олена Даміан
- Оператор — Юрій Михайлишин
- Композитор — Іон Алдя-Теодорович
- Художник — Аурелія Роман